# Canottaggio ai XXIII Giochi centramericani e caraibici
Le competizioni di canottaggio ai XXIII Giochi centramericani e caraibici si sono svolte dal 20 al 23 luglio 2018, presso il Lago Calima, in Colombia. Sono state disputate un totale di 11 gare: 6 maschili e 5 femminili.

## Podi

### Uomini
| Evento | Oro                                       | Tempo   | Argento                                    | Tempo   | Bronzo                                  | Tempo   |
| M1x    | Ángel Fournier Cuba                       | 6:57.87 | Juan Cabrera Messico                       | 6:59.01 | Joseph Purman Porto Rico                | 7:18.22 |
| LM1x   | Alexis López Messico                      | 7:53.96 | Yhoan Uribarri Cuba                        | 8:00.66 | José Guipe Venezuela                    | 8:03.44 |
| M2x    | Cuba Adrián Oquendo Ángel Fournier        | 6:56.56 | Messico Diego Sánchez Juan Flores          | 7:00.07 | Venezuela Jackson Vicent Ali Leiva      | 7:02.18 |
| M2-    | Cuba Adrián Oquendo Ángel Fournier        | 7:27.34 | Messico Diego Sánchez Juan Flores          | 7:31.26 | Venezuela Jackson Vicent Ali Leiva      | 7:49.09 |
| LM2x   | Messico Alan Armenta Alexis López         | 6:58.90 | Cuba Alexei Carballosa Yhoan Uribarri      | 7:04.44 | Guatemala Gerardo Campa Gunther Slowing | 7:05.37 |
| LM2-   | Messico Francisco González Adolfo Peralta | 7:09.15 | Venezuela Agustín Betancourt Luis Ollarves | 7:15.26 | Cuba Maximo Arango Ismel Barcelo        | 7:15.83 |

### Donne
| Evento | Oro                                       | Tempo   | Argento                               | Tempo   | Bronzo                                        | Tempo   |
| W1x    | Yariulvis Cobas Cuba                      | 9:13.05 | Felice Chow Trinidad e Tobago         | 9:26.24 | Naiara Arrillaga Messico                      | 9:41.22 |
| LW1x   | Kenia Lechuga Messico                     | 8:40.74 | Ilianny Román Cuba                    | 8:53.75 | Adriana Escobar El Salvador                   | 9:12.30 |
| W2x    | Cuba Aimée Hernández Yariulvis Cobas      | 7:20.29 | Messico Kenia Lechuga Maite Arrillaga | 7:23.57 | El Salvador Adriana Escobar Jessica Hernández | 7:42.19 |
| W2-    | Messico Fernanda Ceballos Maite Arrillaga | 8:00.94 | Cuba Aimée Hernández Yariulvis Cobas  | 8:11.01 | Nicaragua Ana Vanegas Evidelia González       | 8:29.96 |
| LW2x   | Messico Kenia Lechuga Fabiola Núñez       | 7:53.73 | Cuba Yislena Hernández Ilianny Román  | 8:00.36 | Guatemala Yulisa López Jennieffer Zúñiga      | 8:07.05 |